# Euastrum insulare
Euastrum insulare là một loài Song tinh tảo trong họ Desmidiaceae, thuộc chi Euastrum.